# Emanuele Pesoli
Emanuele Pesoli (Anagni, 31 agosto 1980) è un allenatore di calcio ed ex calciatore italiano, di ruolo difensore.

## Caratteristiche tecniche
Difensore centrale, all'occorrenza anche terzino destro, abile nel gioco aereo, forte fisicamente e con una buona visione di gioco. Nel suo repertorio sono presenti anche i calci piazzati.

## Carriera

### Giocatore
Compie i suoi primi passi da calciatore nell'Anagni, sua città natale. Nel 2002 passa al Tivoli, esordendo in Serie C2.
L'anno successivo torna in Serie D con la maglia della Lupa Frascati. A fine stagione fa registrare 30 presenze e 7 reti, suo record. Nel 2004 viene acquistato dal Vittoria in Serie C1.
Il 5 gennaio 2005 viene acquistato a titolo definitivo dal Vicenza, militante in Serie B. Esordisce in seconda serie il 30 gennaio 2005, in Vicenza-Catania (2-2), giocando da titolare. Nella sessione estiva del calciomercato del 2007 approda al Venezia in Serie C1.
Il 4 luglio 2008 passa a titolo definitivo al Cittadella. Esordisce con la nuova maglia alla prima giornata, il 30 agosto 2008, nella partita persa contro il Piacenza. Il 4 aprile 2009 segna la sua prima rete in maglia granata contro il Sassuolo (1-1), in cui prima sigla l'autorete che porta in vantaggio gli ospiti, e poi realizza la rete del pari. Chiude la stagione con 37 presenze e una rete.
La stagione seguente contribuisce al raggiungimento dei play-off validi per la promozione in Serie A, giocando la partita di andata casalinga contro il Brescia, poi persa 1-0, subentrando al 71' a Gianluca Nocentini.
Il 30 giugno 2010 viene annunciato il suo passaggio al Varese, neopromossa in Serie B. Esordisce con i lombardi il 14 agosto, primo impegno ufficiale della stagione dei biancorossi, nell'incontro di Coppa Italia vinto 1-3 contro il Como, disputanto tutta la gara. Mette a segno la sua prima rete con i lombardi il 1º marzo 2011, nel pari interno per 1-1 contro il Crotone.
A fine stagione la squadra arriva 4ª qualificandosi per i play-off, in cui scenderà in campo in entrambe le partite contro il Padova.
Il 27 luglio 2011 passa al Siena. Il 22 settembre 2011 esordisce in Serie A, giocando tutti e 90 i minuti di Roma-Siena (1-1). Il 2 maggio 2012, nella partita esterna contro la Lazio, è costretto a uscire al 46' del primo tempo a causa di una lesione di primo grado del bicipite femorale destro, che di fatto chiude la sua stagione.
Dopo aver scontato la squalifica dovuta alla vicenda calcio-scommesse, il 5 luglio 2013 firma un biennale con il Carpi. Dopo una stagione, dove è stato capitano della squadra emiliana, il 15 luglio 2014 si trasferisce al Pescara.
Il 14 gennaio 2016 viene ceduto in prestito all'Aquila, ritirandosi al termine della stagione per problemi all'anca.

### Allenatore
Dopo il ritiro, Pesoli entra nello staff del settore giovanile del Pescara. Il 1º luglio 2017, diventa collaboratore tecnico di Massimo Epifani nella formazione Primavera della squadra abruzzese. Il 16 gennaio 2018, consegue il patentino da allenatore UEFA A. Il 3 aprile seguente, con l'arrivo di Giuseppe Pillon alla guida della prima squadra, diventa il suo vice. Al termine della stagione, che per il Pescara si conclude con l'eliminazione in semifinale dei play-off ad opera del Verona, né Pillon, né Pesoli vengono riconfermati dalla società per la stagione successiva.
Il 18 novembre 2021, Pesoli diventa il nuovo allenatore della formazione Primavera della Viterbese, pochi giorni dopo la promozione definitiva in prima squadra del suo predecessore Francesco Punzi.
Il 14 novembre 2022 viene nominato tecnico ad interim della prima squadra della Viterbese. Due giorni dopo fa il suo esordio vincendo per 1-0 la partita di Coppa Italia Serie C contro il Pontedera. Il 22 novembre viene confermato alla guida tecnica della prima squadra. Il 17 gennaio 2023 viene esonerato.
Nel maggio 2019  è fondatore dell' academy '' I segreti del calcio '' a Pescara.
Il 23 ottobre 2024, dopo l'esonero di Vincenzo Vivarini e la promozione di Leandro Greco a tecnico della Prima squadra, il Frosinone gli affida la panchina della formazione Primavera, incarico che mantiene fino a  giugno 2025.

## Calcioscommesse
Il 20 luglio 2012 avrebbe dovuto firmare un contratto biennale con la società Hellas Verona ma, dopo lo scandalo calcio scommesse e la decisione del tribunale di fermarlo per 3 anni, la società scaligera decise di non farlo firmare fino a quando il processo fosse terminato a favore del giocatore. Nel frattempo si allena a tutti gli effetti con i gialloblù.
Decise di incatenarsi davanti alla FIGC e di fare lo sciopero della fame per protestare contro la condanna in attesa di incontrare i suoi accusatori, Carobbio e Gervasoni, con Maurizio Nassi dell'Alessandria che poi si aggregò al difensore. Il 15 agosto riesce ad ottenere un incontro con il presidente della Federcalcio Giancarlo Abete e decide così di porre fine alla sua protesta.
Il colloquio con Abete, dalla durata di 80 minuti, avviene il 17 agosto alla presenza anche del legale Paolo Rodella. Al termine dell'incontro Pesoli ha dichiarato: "Abete si è mostrato gentile e sensibile. È una grande soddisfazione, questa, anche se la mia protesta era volta a ottenere un confronto con chi mi accusa, che purtroppo non ci sarà".
Il 22 agosto in secondo grado gli viene confermata la squalifica.
Il 31 gennaio 2013 il tribunale del TNAS accoglie in parte le sue richieste e riduce la condanna da 3 anni a 10 mesi. Poco dopo, un po' più sollevato, affermò che: "La mia unica colpa è stata quella di non aver capito che dall'altra parte del telefono c'era un delinquente!"
Il 9 febbraio 2015 la procura di Cremona termina le indagini e formula per lui e altri indagati le accuse di associazione a delinquere e frode sportiva.

## Statistiche

### Presenze e reti nei club
| Stagione          | Squadra           | Campionato        | Campionato | Campionato | Coppe nazionali | Coppe nazionali | Coppe nazionali | Coppe continentali | Coppe continentali | Coppe continentali | Altre coppe | Altre coppe | Altre coppe | Totale | Totale |
| Stagione          | Squadra           | Comp              | Pres       | Reti       | Comp            | Pres            | Reti            | Comp               | Pres               | Reti               | Comp        | Pres        | Reti        | Pres   | Reti   |
| ----------------- | ----------------- | ----------------- | ---------- | ---------- | --------------- | --------------- | --------------- | ------------------ | ------------------ | ------------------ | ----------- | ----------- | ----------- | ------ | ------ |
| 1997-1998         | Anagni            | CND               | 1          | 0          | -               | -               | -               | -                  | -                  | -                  | -           | -           | -           | 1      | 0      |
| 1998-1999         | Anagni            | CND               | 21         | 1          | -               | -               | -               | -                  | -                  | -                  | -           | -           | -           | 21     | 1      |
| 1999-2000         | Anagni            | CND               | 22         | 1          | -               | -               | -               | -                  | -                  | -                  | -           | -           | -           | 22     | 1      |
| 2000-2001         | Anagni            | Ecc.              | 19         | 1          | -               | -               | -               | -                  | -                  | -                  | -           | -           | -           | 19     | 1      |
| 2001-2002         | Anagni            | Ecc.              | 23         | 2          | -               | -               | -               | -                  | -                  | -                  | -           | -           | -           | 23     | 2      |
| Totale Anagni     | Totale Anagni     | Totale Anagni     | 86         | 5          |                 | -               | -               |                    | -                  | -                  |             | -           | -           | 86     | 5      |
| 2002-2003         | Tivoli            | C2                | 16+2       | 1+1        | CI-C            | 2               | 0               | -                  | -                  | -                  | -           | -           | -           | 18     | 3      |
| 2003-2004         | LVPA Frascati     | D                 | 30         | 7          | CI-D            | 0               | 0               | -                  | -                  | -                  | -           | -           | -           | 30     | 7      |
| 2004-gen. 2005    | Vittoria          | C1                | 14         | 0          | CI-C            | 0               | 0               | -                  | -                  | -                  | -           | -           | -           | 14     | 0      |
| gen.-giu. 2005    | Vicenza           | B                 | 8          | 1          | CI              | -               | -               | -                  | -                  | -                  | -           | -           | -           | 8      | 1      |
| 2005-2006         | Vicenza           | B                 | 23         | 0          | CI              | 0               | 0               | -                  | -                  | -                  | -           | -           | -           | 23     | 0      |
| 2006-2007         | Vicenza           | B                 | 14         | 0          | CI              | 0               | 0               | -                  | -                  | -                  | -           | -           | -           | 14     | 0      |
| Totale Vicenza    | Totale Vicenza    | Totale Vicenza    | 45         | 1          |                 | 0               | 0               |                    | -                  | -                  |             | -           | -           | 45     | 1      |
| 2007-2008         | Venezia           | C1                | 29         | 1          | CI-C            | 0               | 0               | -                  | -                  | -                  | -           | -           | -           | 29     | 1      |
| 2008-2009         | Cittadella        | B                 | 37         | 1          | CI              | 2               | 0               | -                  | -                  | -                  | -           | -           | -           | 39     | 1      |
| 2009-2010         | Cittadella        | B                 | 30+1       | 4          | CI              | 2               | 0               | -                  | -                  | -                  | -           | -           | -           | 33     | 4      |
| Totale Cittadella | Totale Cittadella | Totale Cittadella | 67+1       | 5          |                 | 4               | 0               |                    | -                  | -                  |             | -           | -           | 72     | 5      |
| 2010-2011         | Varese            | B                 | 34+2       | 2          | CI              | 1               | 0               | -                  | -                  | -                  | -           | -           | -           | 37     | 2      |
| 2011-2012         | Siena             | A                 | 9          | 0          | CI              | 4               | 0               | -                  | -                  | -                  | -           | -           | -           | 13     | 0      |
| 2012-2013         | Verona            | B                 | 0          | 0          | CI              | 0               | 0               | -                  | -                  | -                  | -           | -           | -           | 0      | 0      |
| 2013-2014         | Carpi             | B                 | 35         | 1          | CI              | 1               | 0               | -                  | -                  | -                  | -           | -           | -           | 36     | 1      |
| 2014-2015         | Pescara           | B                 | 12+3       | 0          | CI              | 0               | 0               | -                  | -                  | -                  | -           | -           | -           | 15     | 0      |
| 2015-gen. 2016    | Pescara           | B                 | 0          | 0          | CI              | 0               | 0               | -                  | -                  | -                  | -           | -           | -           | 0      | 0      |
| Totale Pescara    | Totale Pescara    | Totale Pescara    | 12+3       | 0          |                 | 0               | 0               |                    | -                  | -                  |             | -           | -           | 15     | 0      |
| gen.-giu. 2016    | L’Aquila          | LP                | 10         | 0          | CI+CI-LP        | 0               | 0               | -                  | -                  | -                  | -           | -           | -           | 10     | 0      |
| Totale            | Totale            | Totale            | 388        | 23         |                 | 12              | 0               |                    | -                  | -                  |             | -           | -           | 407    | 24     |

### Statistiche da allenatore
Statistiche aggiornate al 17 gennaio 2023.
| Stagione            | Squadra         | Campionato      | Campionato | Campionato | Campionato | Campionato | Coppe nazionali | Coppe nazionali | Coppe nazionali | Coppe nazionali | Coppe nazionali | Coppe continentali | Coppe continentali | Coppe continentali | Coppe continentali | Coppe continentali | Altre coppe | Altre coppe | Altre coppe | Altre coppe | Altre coppe | Totale | Totale | Totale | Totale | % Vittorie | Piazzamento |
| Stagione            | Squadra         | Comp            | G          | V          | N          | P          | Comp            | G               | V               | N               | P               | Comp               | G                  | V                  | N                  | P                  | Comp        | G           | V           | N           | P           | G      | V      | N      | P      | %          | Piazzamento |
| ------------------- | --------------- | --------------- | ---------- | ---------- | ---------- | ---------- | --------------- | --------------- | --------------- | --------------- | --------------- | ------------------ | ------------------ | ------------------ | ------------------ | ------------------ | ----------- | ----------- | ----------- | ----------- | ----------- | ------ | ------ | ------ | ------ | ---------- | ----------- |
| nov. 2022-gen. 2023 | Viterbese       | C               | 9          | 1          | 3          | 5          | CI-C            | 2               | 1               | 0               | 1               | -                  | -                  | -                  | -                  | -                  | -           | -           | -           | -           | -           | 11     | 2      | 3      | 6      | 18,18      | Sub., Eson. |
| Totale carriera     | Totale carriera | Totale carriera | 9          | 1          | 3          | 5          |                 | 2               | 1               | 0               | 1               |                    | -                  | -                  | -                  | -                  |             | -           | -           | -           | -           | 11     | 2      | 3      | 6      | 18,18      |             |

## Palmarès

### Competizioni regionali
- Eccellenza Lazio: 1

Anagni: 2001-2002

### Allenatore

#### Competizioni giovanili
- Campionato Primavera 2: 1

Frosinone: 2024-2025 (girone B)
- Supercoppa Primavera 2: 1

Frosinone: 2025